# 와지엔키교

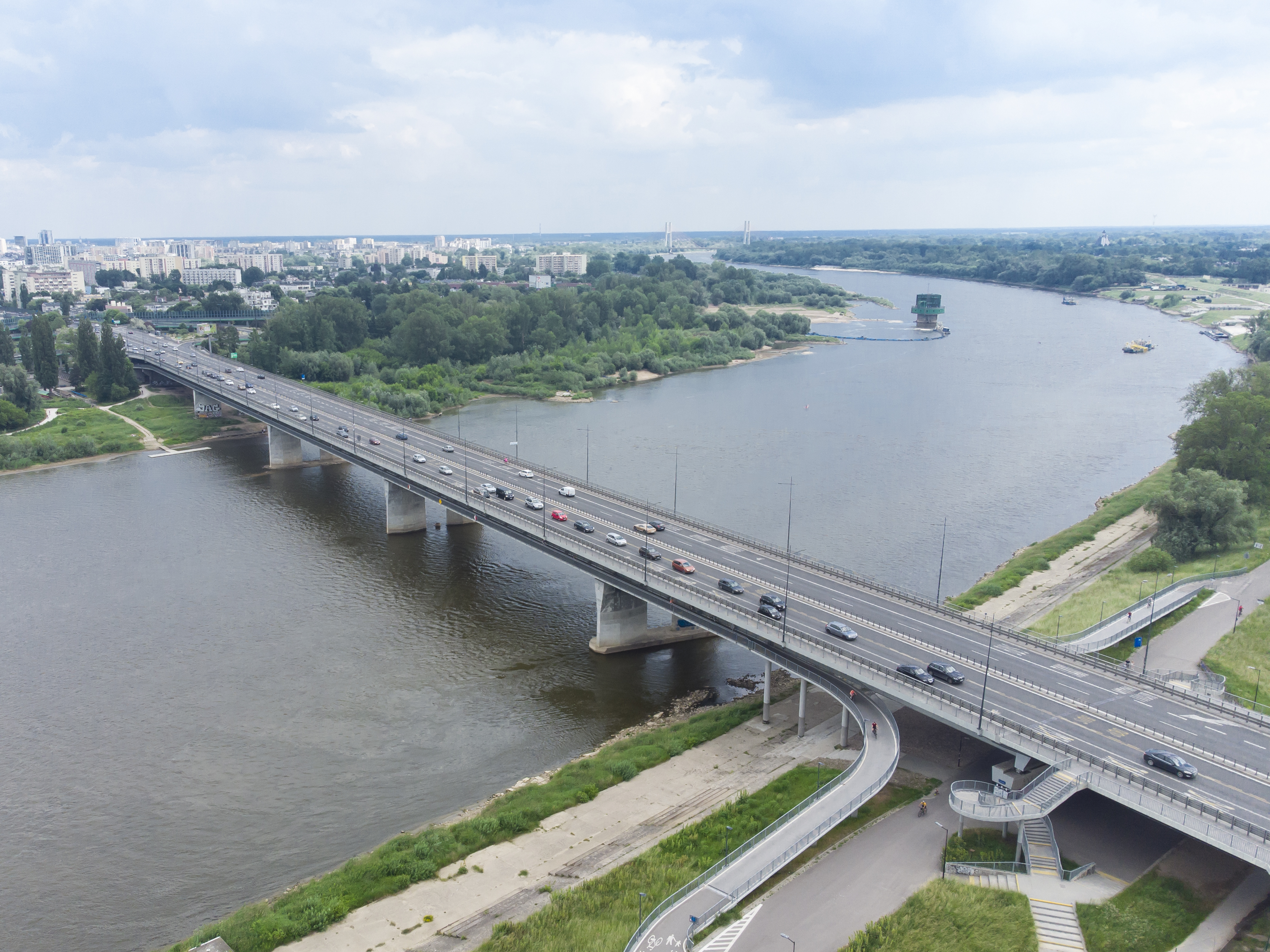
와지엔키교 (2022년)

와키엔키교(폴란드어: Most Łazienkowski)는 폴란드 마조프셰주 바르샤바의 비스와강을 가로지르는 강철교다. 길이 는 423m, 너비는 28m이며, 차량용 3차로, 자전거 전용 도로, 보행자용 보도가 있다. 이름은 다리의 남서쪽에 위치한 와지엔키 공원에서 유래한다. 이 다리는 1971년 공사를 시작하여 1974년 7월 22일 와지엔키 도로와 함께 개통되었다.
다리 북동쪽 입구 경사로 아래 잔디밭에는 1985년에 공산주의 협력자를 기리는 기념비가 공개되었지만, 2019년에 철거되어 폴란드 역사 박물관으로 이전되었다.